# István Küzmics
István Küzmics ou Štefan Küzmič ou Števan Küzmič, né en 1723 à Strukovci (en) et mort le 22 décembre 1779 à Surd, est un pasteur protestant, enseignant et traducteur qui a vécu en Hongrie. Il est connu pour avoir rédigé le Nouvi Zákon, une traduction du Nouveau Testament en prekmure, un dialecte du slovène.
Il naît dans la région de Prekmurje. Il termine avec succès ses études universitaires à Sopron, Győr et Bratislava, puis est pasteur et enseignant dans deux villes de langue slovène, Nemescsó dans la partie nord du comitat de Vas, et Surd dans le comitat de Schomodi.
Aux XVIIe et XVIIIe siècles, de nombreuses familles slovènes du comté de Vas s'installent dans le comté de Somogy. Trois districts sont connus : Csurgó, Nagyatád, Marcali, dans lesquels seize colonies slovènes voient le jour.
Il rédige des catéchismes et des manuels scolaires, et traduit le Nouveau Testament (Nouvi Zákon ali testamentom, Halle, 1771). La traduction des Evangiles par István Küzmics et Miklós Küzmics (en) jette les bases de la langue littéraire prekmure. Dans son avant-propos, il note :
« Vous qui lisez, ou lirez jamais, le livre saint slovène du Nouveau Testament dans votre langue maternelle : montrez de la gratitude envers la bonté de votre Dieu, mais le livre, qui est un trésor plus précieux que l'argent et l'or, vous devez le comprendre dans votre langue et agir selon la volonté de Dieu. »

## Ouvrages
- Male szlovenszki katekizmus, 1752 (Petit Catéchisme).
- ABC kni'snicza 1753. (L'alphabet).
- Vöre Krsztsanske krátki Návuk csiszte rejcsi Bo'ze vözebráni i na nyou, Halle, 1754.
- Nouvi Zákon ali Testamentom Goszpodna nasega Jezusa Krisztusa zdaj oprvics z Grcskoga na sztári szlovenszki jezik obrnyeni po Stevan Küzmicsi Surdanszkom. F Halle, 1771 (Nouveau Testament).